# Hyman Minsky
Hyman Philip Minsky (ur. 23 września 1919, zm. 24 października 1996) – amerykański ekonomista postkeynesowski.
Uzyskał licencjat z matematyki na Uniwersytecie Chicagowskim oraz tytuł magistra i stopień doktora ekonomii na Uniwersytecie Harvarda, gdzie studiował pod kierunkiem Josepha Schumpetera, Wassily'ego Leontiefa oraz Alvina Hansena. Po uzyskaniu doktoratu w 1954 roku wykładał na Uniwersytecie Browna i Berkeley. Od 1965 był profesorem na Uniwersytecie Waszyngtońskim w St. Louis. Pod koniec kariery zatrudniony w Instytucie Ekonomicznym Levy'ego.
Jest twórcą hipotezy niestabilności finansowej, będącej próbą wyjaśnienia natury kryzysów finansowych w rozwiniętej gospodarce kapitalistycznej.